# Pesenka
Pesenka (russisch „Песенка“, dt. „Liedchen“), auch als Pesenka (La La La) bekannt, ist ein Lied des russischen Dance-Duos Ruki wwerch. Es wurde am 17. Februar 1998 gemeinsam mit ihrem dritten Studioalbum Sdelai pogromche! („Сделай погромче!“) veröffentlicht. 2000 veröffentlichte die deutsche Eurodance-Band ATC eine englischsprachige Coverversion des Liedes, die sich zu einem weltweiten Erfolg entwickelte. Weitere Coverversionen von unter anderem beFour, The Disco Boys, R3hab und Ava Max konnten ebenfalls die Chartplatzierungen zahlreicher Länder erreichen.

## Hintergrund
Das russischsprachige Lied wurde im Jahr 1998 vom Ruki-wwerch-Frontmann Sergey Zhukov geschrieben und gemeinsam mit Aleksey Potekhin produziert. Zhukov erzählte in einem Interview, dass er sich bei der Entstehung des Liedes an dem Grundsatz orientierte, dass „alles im Leben […] nach bestimmten Regeln“ spiele. „Die Regel bei jedem Hit“ wäre „Einfachheit“. „Diese vier Noten“, die die Melodie verkörperten, hätten das „gewisse Etwas“ in sich gehabt. Nach Fertigstellung wäre Pesenka für die Beteiligten allerdings nicht vielmehr als ein „unbedeutendes Lied“ gewesen, auf das „niemand gewettet“ hätte. Den Gesang des Liedes steuerte die russische Sängerin Elizaveta Rodnyanskaya bei, die die Gruppe zwischenzeitlich auf ihren Konzerten begleitete. Pesenka erschien als Teil ihres Studioalbums Sdelai pogromche!.
Im Jahr 1999 kam der deutsche Musikverlag BMG Berlin Music auf das Duo zu, um eine Lizenz zur Veröffentlichung einer Coverversion einzuholen, der sie zustimmten. Infolge des Erfolges der ATC-Neuauflage des Liedes, die unter dem Titel Around the World (La La La La La) erschien, erhielte Ruki-wwerch Ende 2000 bereits Tantiemen in Hohe von umgerechnet 738.000 Euro. Sie gingen anfangs davon aus, dass bei der Zahlung eine Null zu viel notiert wurde. Bis 2003 wurden sie mit Tantiemen in Höhe von über 1,2 Millionen Euro beteiligt.

## Musikalisches und Inhalt
Pesenka basiert auf einem 4/4-Takt und das Tempo liegt bei 132 bpm. Eingeleitet wird das Lied von einem Glockenspiel, das die Melodie, die den Song von Anfang bis Ende zugrunde liegt, innerhalb zweier Takte wiedergibt. Der Text handelt von einem Song, der jedem, der ihn hört Tag und Nacht im Kopf bleibt.
| «Маленький секрет Хранится в этой песне Ла-ла-ла-ла-ла Споем мы с вами вместе И от этих слов Не спрятаться не скрыться» – Textauszug von Pesenka | „Ein kleines Geheimnis ist in diesem Song versteckt La, la, la, la, la Wir werden es gleichzeitig singen Und vor diesen Worten gibt es kein Verstecken und kein Verschwinden“ – Deutsche Übersetzung |

## Coverversion von ATC
Am 22. Mai 2000 veröffentlichte die Eurodance-Band ATC eine Coverversion des Liedes mit dem Titel Around the World (La La La La La) (englisch für „Um die Welt“). Der Song wurde als die erste Single aus ihrem ersten Studioalbum Planet Pop ausgekoppelt.

### Inhalt
Der Songtext des Originals wurde von den deutschen Musikproduzenten Peter Könemann und Alex Christensen für die Coverversion ins Englische übersetzt und nur leicht verändert. Der neu geschriebene Text behandelt anstelle des Ohrwurm-Songs, eine Melodie, die um die ganze Welt geht und allen Leuten, die sie hören, im Kopf bleibt.
| “Around my head it goes, a magic melody You want to sing with me, just la, la, la, la, la The music is the key and now the light is gone Still it goes on and on” – Textauszug von Around the World (La La La La La) | „Sie geht in meinem Kopf umher, eine magische Melodie Die du mit mir singen willst, nur la la la la la Die Musik ist der Schlüssel und jetzt ist das Licht fort Trotzdem geht es immer weiter“ |

Für die Komposition der neuen Version übernahm Christensen die Melodie von Pesenka und mischte den Song in den RNT Studios in Schweden ab. Die Veröffentlichung übernahm anschließend BMG Berlin Musik und King Size Records. Die CD-Single enthielt neben der Radio Version einen Extended Club Mix, während auf der Maxi-Single auch weitere Fassungen und das Lied World in Motion als B-Seite enthalten war. In den USA wurde der Song von Universal Music veröffentlicht. Im Jahr 2002 erschien der Song in neu abgemischter Fassung auch in Großbritannien.

### Musikvideo
Das Musikvideo zeigt die vier Bandmitglieder, die den Song singen, während sie in roten Outfits eine Choreografie tanzen. Dabei befinden sie sich in einem Raum auf einer Plattform, die von Wasser umgeben ist. Einige Szenen zeigen die Gruppe während sie in einem gelben Sportwagen des Typs Melkus RS 1000 durch einen Tunnel fährt sowie beim Spielen mit ferngesteuerten Modellautos auf einer Rennstrecke.

### Covergestaltung
Das Singlecover zeigt die vier Bandmitglieder Joe, Sarah, Tracey und Livio (von links nach rechts) in blauen Outfits. Der Hintergrund ist rosarot gehalten. Im oberen Teil des Bildes befinden sich der blaue Schriftzug ATC sowie der Titel Around the World La La La La La in Weiß.

### Titelliste
1. Around the World (La La La La La) – Radio Version – 3:35
2. Around the World (La La La La La) – Alternative Radio Version – 3:31
3. Around the World (La La La La La) – Acoustic Mix – 3:20
4. Around the World (La La La La La) – Rüegsegger#Wittwer Club Mix – 5:37
5. World in Motion – 3:31

### Kritiken
Das US-amerikanische Online-Magazin „Complex“ führt Around the World (La La La La La) in ihrer Liste „10 Essential Eurodance Classics“ mit auf und charakterisieren insbesondere die „eingängige Stimme“ und die Verwendung des „la“s anstelle „tatsächlicher Wörter“ als den eigentlichen mitreißenden Faktor. ATC hätten mit dem Song „einen wahnsinnigen Virus ausgelöst und damit die Tanzmusik ein weiteres Jahrzehnt am Leben erhalten“. Sie beschrieben das Lied als einen „simpel gesinnten Track mit einem unbestreitbaren Refrain“, was ihrer Meinung nach genau die zwei Dinge sind, die Eurodance ausmachen.

### Kommerzieller Erfolg
Chartplatzierungen
Around the World (La La La La La) stieg am 5. Juni 2000 auf Platz 80 in die deutschen Singlecharts ein und erreichte am 24. Juli 2000 die Spitzenposition, auf der es sich sechs Wochen lang halten konnte. Insgesamt war das Lied 23 Wochen in den Top 100 vertreten, davon zwölf Wochen in den Top 10. In den deutschen Airplaycharts erreichte Around the World (La La La La La) ebenfalls für vier Wochen die Chartspitze. 2000 belegte die Single Rang drei der deutschen Jahrescharts. Auch in Österreich und der Schweiz erreichte Around the World (La La La La La) Platz eins der Charts, während es unter anderem in den Niederlanden, Finnland, Schweden und Belgien in die Top 10 einstieg. 2001 gelang ATC auch der Einstieg in die US-amerikanischen Billboard-Charts. Nachdem das Lied 2002 auch in Großbritannien veröffentlicht worden war, konnte es auch dort bis in die Top 15 vorrücken.
| ChartsChartplatzierungen       | Höchstplatzierung | Wochen |
| ------------------------------ | ----------------- | ------ |
| Deutschland (GfK)              | 1 (23 Wo.)        | 23     |
| Österreich (Ö3)                | 1 (17 Wo.)        | 17     |
| Schweiz (IFPI)                 | 1 (26 Wo.)        | 26     |
| Vereinigtes Königreich (OCC)   | 15 (5 Wo.)        | 5      |
| Vereinigte Staaten (Billboard) | 28 (18 Wo.)       | 18     |

| ChartsJahrescharts (2000) | Platzierung |
| ------------------------- | ----------- |
| Deutschland (GfK)         | 3           |
| Österreich (Ö3)           | 6           |
| Schweiz (IFPI)            | 16          |

Auszeichnungen für Musikverkäufe
Noch im Erscheinungsjahr wurde Around the World (La La La La La) für mehr als 500.000 Verkäufe in Deutschland mit einer Platin-Schallplatte ausgezeichnet. In Österreich und der Schweiz erhielt die Single eine Goldene Schallplatte für jeweils über 25.000 verkaufte Einheiten. Europaweit wurde der Song mit zwei Silbernen, vier Goldenen sowie einer Platin-Schallplatte ausgezeichnet, womit das Lied für über 915.000 verkaufte Einheiten zertifiziert wurde. Bei der Echoverleihung 2001 gewann der Song den Preis in der Kategorie Dance Single des Jahres national.
| Land/Region                  | Auszeichnungen für Musikverkäufe (Land/Region, Auszeichnung, Verkäufe) | Verkäufe |
| ---------------------------- | ---------------------------------------------------------------------- | -------- |
| Belgien (BRMA)               | Gold                                                                   | 25.000   |
| Deutschland (BVMI)           | Platin                                                                 | 500.000  |
| Frankreich (SNEP)            | Silber                                                                 | 125.000  |
| Österreich (IFPI)            | Gold                                                                   | 25.000   |
| Schweden (IFPI)              | Gold                                                                   | 15.000   |
| Schweiz (IFPI)               | Gold                                                                   | 25.000   |
| Vereinigtes Königreich (BPI) | Silber                                                                 | 200.000  |
| Insgesamt                    | 2× Silber · 4× Gold · 1× Platin ·                                      | 915.000  |

## Weitere Coverversionen
- Die deutsche Rock-Pop-Band Naked ’Round the Block veröffentlichte 2000 eine Rock-Version des Liedes.
- Die deutsche Rock-Band Dkay.com nahm 2000 eine weitere Rock-Version des Liedes auf.
- Das deutsche Musik-Duo Jamaica Soundsystem veröffentlichte 2001 eine Reggae-Version des Songs.
- Die deutsche Rockband Audiosmog nahm 2001 eine Metal-Version des Liedes auf.
- Der deutsche Musiker Max Raabe veröffentlichte 2001 gemeinsam mit dem Palast Orchester eine Cover-Version des Songs.
- Die deutsche Popgruppe beFour nahmen 2007 ein Remake mit dem Titel Magic Melody auf. Diese enthielt einen neuen Text.
- Der US-amerikanische DJ Kompulsor veröffentlichte 2009 eine Hands-Up-Version des Liedes.
- US-amerikanische Pop-Gruppe Girlicious verwendeten 2010 ein Sample des Liedes in ihrer Single 2 in the Morning.
- Das deutsche DJ-Duo The Disco Boys veröffentlichte 2012 ein Remake des Liedes.
- Hip-Hop-Musiker Oregonized nutzte den Refrain 2012 als Grundlage für seinen gleichnamigen Song.
- Die italienische Sängerin Carolina Marquez verwendete gemeinsam mit Flo Rida und Dale Saunders in ihrem 2013 veröffentlichten Lied Sing La La La eine Interpolation des Liedes.
- Der US-amerikanische Rapper Bones nutzte den Song als Grundlage seines 2014 veröffentlichten Songs HeartagramAdios.
- Der italienische DJ und Produzent Tradelove veröffentlichte 2014 eine neu abgemischte Version des Liedes.
- Die deutsche Hip-Hop-Gruppe 187 Strassenbande sampelte 2015 in ihrem Song Marioana die Melodie des Liedes.
- Alex Christensen nahm das Lied 2018 gemeinsam mit The Berlin Orchestra und Melanie C neu auf.
- Die deutschen Produzenten MOUNT und Noize Generation veröffentlichten 2018 eine Deep-House-Version des Liedes.
- Der niederländische Produzent R3hab nahm das Lied gemeinsam mit ATC (hier als A Touch of Class) 2019 neu auf.
- Die Sängerin Ava Max verwendete für ihren Song My Head & My Heart ein Sample des Liedes.
- Der deutsche Rapper Disarstar sampelte 2023 in seinem Lied Siamo Tutti die Melodie des Liedes.
- In dem vulgären Song Slutalarm des weiblichen Deutschrap-Duos 6euroneunzig aus Berlin, zu dem es ein offizielles Musikvideo gibt und das im Juni 2025 erschien, verwendet das Zweigespann ein Sample des Stücks Pesenka.